# Rakvere
Rakvere (v nejstarších pramenech Tarvanpea, německy Wesenberg) je město v severovýchodním Estonsku a správní, hospodářské a kulturní centrum estonského kraje Lääne-Viru.

## Poloha
Rakvere leží na severním úpatí Pandiverské vysočiny přibližně 20 km od Finského zálivu.
Rakvere je vzdáleno 98 km od Tallinnu, 114 km od Narvy, 126 km od Tartu a 274 km od Petrohradu.

## Přírodní podmínky
Rakvere se nachází v oblasti působení přímořského i kontinentálního klimatu. Roční úhrn srážek činí 750 mm a průměrná tloušťka sněhové pokrývky je 30–40 cm. Roční průměrná teplota je 4,5 °C, mrazy trvají obvykle od prosince do března.
Na území města se nachází 153 ha lesa.
Městem protéká Soolikaoja.

## Dějiny

### Nejstarší období
Nejstarší osídlení dnešního Rakvere je doloženo na dnešním Divadelním vrchu (Teatrimägi) a datuje se do 3. až 5. století. V 5. či 6. století vznikl dřevěný hrad na Valovém vrchu (Vallimägi), zřejmě na ochranu prvně jmenovaného sídliště. O dalším vývoji osídlení nemůžeme říci nic, protože archeologické stopy byly zničeny pozdějšími stavbami.
Kolem roku 1220 získávají Rakvere (pravděpodobně bez boje) Dánové a budují ve městě první kamenné stavby. V roce 1226 je Rakvere poprvé zmíněno v kronice Jindřicha Lotyše jako Tarvanpea (tedy Zubří hlava), od roku 1252 je doloženo označení Wesenberg. Dnešní estonské jméno se odvozuje ze staršího Rägavere, které se 1268 poprvé objevuje jako Rakovor v novgorodských listinách.

### Středověké město
12. června 1302 získává Rakvere Lübecká městská práva.
Roku 1346 prodává dánský král své estonské državy (a s nimi Rakvere) řádu německých rytířů, který Rakvere 1347 dává do zástavy řádu livonských rytířů. Ti si na místě dosavadního dřevěného hradu budují kamennou komendu. V té době už byla část městských domů na úpatí Valového vrchu a na dnešním Divadelním vrchu postavena z kamene. Ve druhé čtvrtině 15. století vzniká ve městě kamenný kostel, roku 1508 je na Divadelním vrchu založen františkánský klášter a o něco později hřbitov na jeho východním svahu.
Během Rusko-livonské války se město
roku 1558 dostalo do ruských rukou a utrpělo velké škody. Roku 1581 je získalo Švédsko, ale v roce 1602 se města na tři roky zmocnil polský král, který v roce 1605 nechal rozbořit rakverský hrad.

### Od úplného zničení k modernímu rozvoji
Roku 1618 švédský král Gustav II. Adolf udělil v léno rakverský hrad a roku 1631 i město Reinholdovi von Brederode, který si na místě někdejšího kláštera vybudoval panský statek. Město tím ztratilo svůj městský status a bylo pouhým střediskem venkovského panství. Roku 1669 přešlo panství od Brederodů do rukou Tiesenhausenů, ale už 1685 se vrátilo švédskému státu. Během Severní války město roku 1703 zcela vyhořelo, a jeho spálené ruiny roku 1710 vítězné Rusko vrátilo Tiesenhausenům.
Městský statut Rakvere opět získalo roku 1783, kdy bylo zároveň vyhlášeno okresním městem. Postupný rozvoj se výrazně zrychlil po vybudování baltské železnice roku 1870. S nárůstem počtu obyvatel se zvyšoval podíl Estonců. 1876 zde byla založena Virská estonská společnost „Kalevipoeg“ (Viru Eesti Selts „Kalevipoeg“). Roku 1914 pak poprvé Estonci získali převahu ve správě města.

### První republika
Po vyhlášení estonské samostatnosti 1918 a odvrácení sovětské invaze 1920 se rozvoj města ještě zintenzivnil. V té době vznikla velká část nynějšího městského jádra. Z nově postavených veřejných budov je možno jmenovat tržnici, banku, gymnázium, stadión. Roku 1924 začaly v Rakvere vycházet regionální noviny Virulane, 1925 Virumaa Teataja.
V téže době začala i stavba divadla. Stavba však vázla, takže teprve 24. února 1940 bylo divadlo slavnostně otevřeno. Ale ani válka a střídání okupačních mocností nezastavilo rozvoj divadla, takže v roce 1942 mohlo přejít na plně profesionální bázi, na níž funguje dodnes.

### Válka a okupace
Po začátku první sovětské okupace v létě 1940 postihly obyvatelstvo první represe. 14. června 1941 byly transportem do pracovních táborů na Sibiř odvezeny stovky občanů města. 7. srpna 1941 převzala moc ve městě německá armáda. Byla obnovena estonská samospráva z první republiky, ale pod kontrolou německých okupačních úřadů. 19. září 1944 německé síly opustily město na ústupu před blížící se Rudou armádou.
Ještě téhož večera bylo město, v němž se v tu dobu nacházeli již jen civilisté, bombardováno sovětskými vzdušnými silami. Útok zničil čtvrtinu města a zabil několik desítek lidí. Následujícího dne vstoupily do města sovětské jednotky a převzaly nad ním okupační moc. Roku 1950 pak bylo město v rámci jednotné organizace sovětské správy vyhlášeno za střediskovou obec rajónu Rakvere.
Teprve v 60. letech se sovětská vláda začala výrazněji projevovat na tváři města — začala vznikat první čtyř- až pětipatrová sídliště. Z hlediska sovětského bylo Rakvere v té době lokálním střediskem zemědělského kraje. Estonské divadlo, hudební škola a další kulturní iniciativy však město činily významným centrem estonské kultury v době jejího ohrožení sovětskou rusifikací. V roce 1982 se v Rakvere například konal první z estonských festivalů školních divadelních souborů, roku 1986 započala ve městě tradice folklórních festivalů Viru Säru.
Na jaře 1987 se Rakvere stalo střediskem tzv. fosforitové války, kdy se v celém Estonsku zvedly protesty proti ekologicky nebezpečné těžbě fosforitu v blízkosti Rakvere. Též sovětsko-estonské vedení města se postavilo na stranu protestujících. Tyto události bývají označovány za viditelný počátek rozpadu Sovětského svazu.

### Vývoj od Zpívající revoluce
Po Zpívající revoluci a znovuvyhlášení estonské samostatnosti 1991 byly obnoveny samosprávné a správní struktury v podobě navazující na období První republiky. Přechod z plánovaného na tržní hospodářství znamenal veliký rozvoj podnikání, který se projevil na tváři města růstem řady administrativních budov rozvíjejících se firem. Zároveň zesílila snaha o zatraktivnění města pro turistický ruch. Výsledkem těchto snah bylo nové architektonické řešení náměstí, vybudování sportovní haly, nové autobusové nádraží, otevření promenády, konzervace zříceniny hradu, rekonstrukce divadla, obnova inženýrských sítí.

## Pamětihodnosti

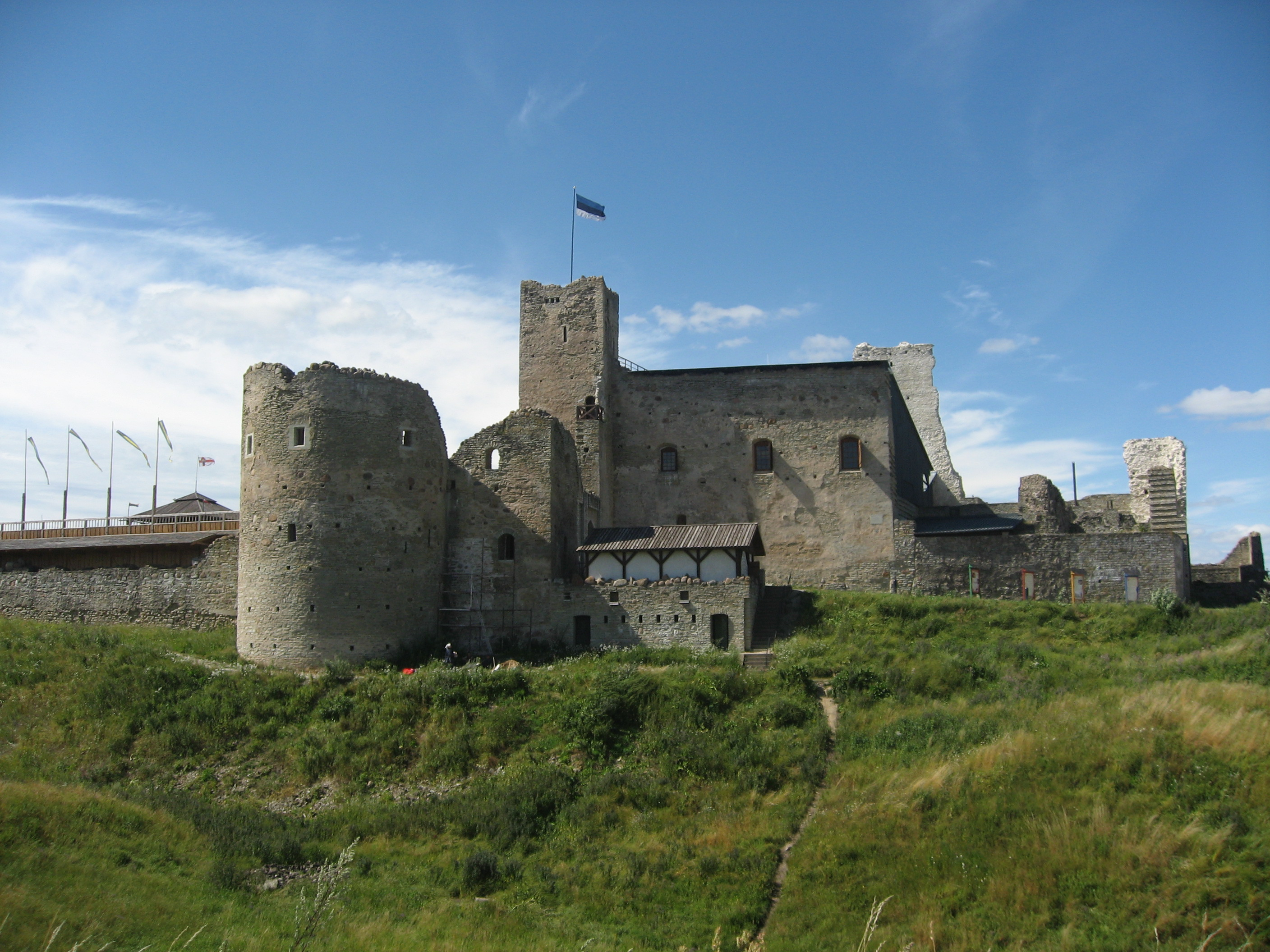
Rakverský hrad

Nejdůležitější historickou památkou města jsou zříceniny řádového hradu ze 14. století.
Moderní pamětihodností města je bronzová socha pratura (Tarvas), dílo estonského sochaře Tauna Kangra. Socha byla odhalena 15. června 2002 v rámci oslav 700. výročí udělení městských práv.

## Doprava
Městem prochází železniční trasa Tallinn-Narva, zatímco tallinnsko-narevská dálnice vede severně od města. Z železniční stanice Rakvere odbočuje železniční trať do Kundy, která je používána výhradně pro nákladní dopravu. V Rakvere začíná též rakversko-pernavská dálnice.

## Sport
Rakvere se pyšní sportovním stadiónem a roku 2004 otevřenou sportovní halou (tehdy druhou největší v Estonsku). Vedle stadiónu se nachází lehkoatletické cvičiště a částečně zastřešená tribuna. Sportovní hala se využívá též k pořádání veletrhů, místních trhů a koncertů.
Palermský les (Palermo mets) na jižním okraji města je koncipován jako areál zdraví, v němž mohou návštěvníci v létě využívat sportovní stezku a v zimě běžecké stopy.
V roce 2013 se zde konalo Mistrovství světa v MTBO, kde poprvé zvítězili čeští cyklisté a to mezi muži i ve štafetě.

## Vzdělání
Jakožto centrum Západovirského kraje má Rakvere poměrně rozvinutou školskou síť, v níž se vzdělává více než 5500 žáků. V Rakvere působí dvě základní školy a pět středních škol, vzdělávání dospělých zajišťuje Rakverská večerní střední škola (Rakvere Õhtukeskkool), z vysokých škol ve městě působí Rakverská pobočka Tallinnské univerzity (Tallinna Ülikooli Rakvere Kolledž) a Rakverské středisko Mainorova vysokého učení (Mainori Kõrgkooli Rakvere Õppekeskus). Ve městě se nachází též hudební škola, sportovní škola a řada dalších zájmových vzdělávacích zařízení.

## Průmysl
V Rakvere se nachází největší estonský masozpracující závod, AS Rakverský masokombinát (AS Rakvere Lihakombinaat). Závod zpracovává vepřové, hovězí a drůbeží maso a své výrobky prodává v Estonsku a v Lotyšsku.

## Partnerská města
- Cēsis, Lotyšsko
- Kuopio, Finsko
- Lappeenranta, Finsko
- Lapua, Finsko
- Lütjenburg, Německo
- Panevėžys, Litva
- Senaki, Gruzie
- Sigtuna, Švédsko
- Szolnok, Maďarsko

## Galerie

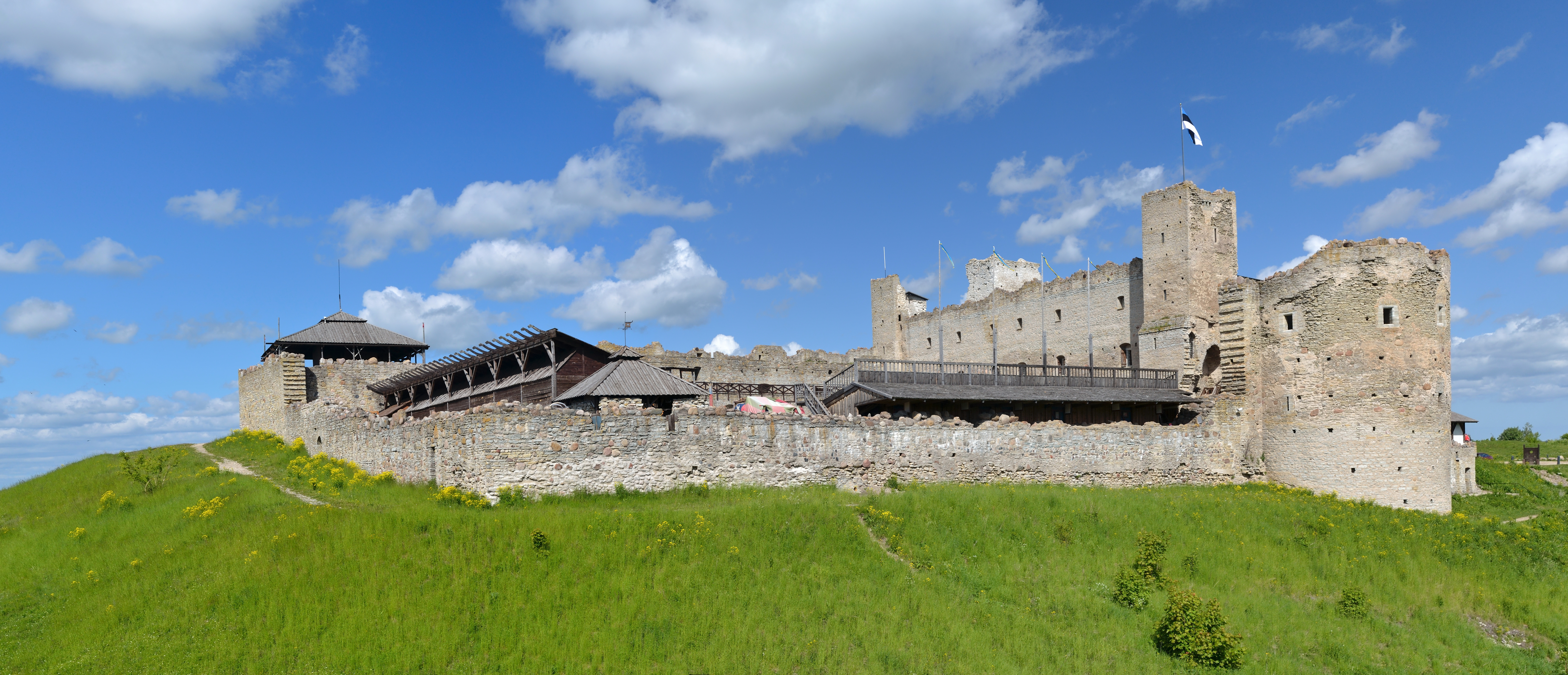
Rakverský hrad
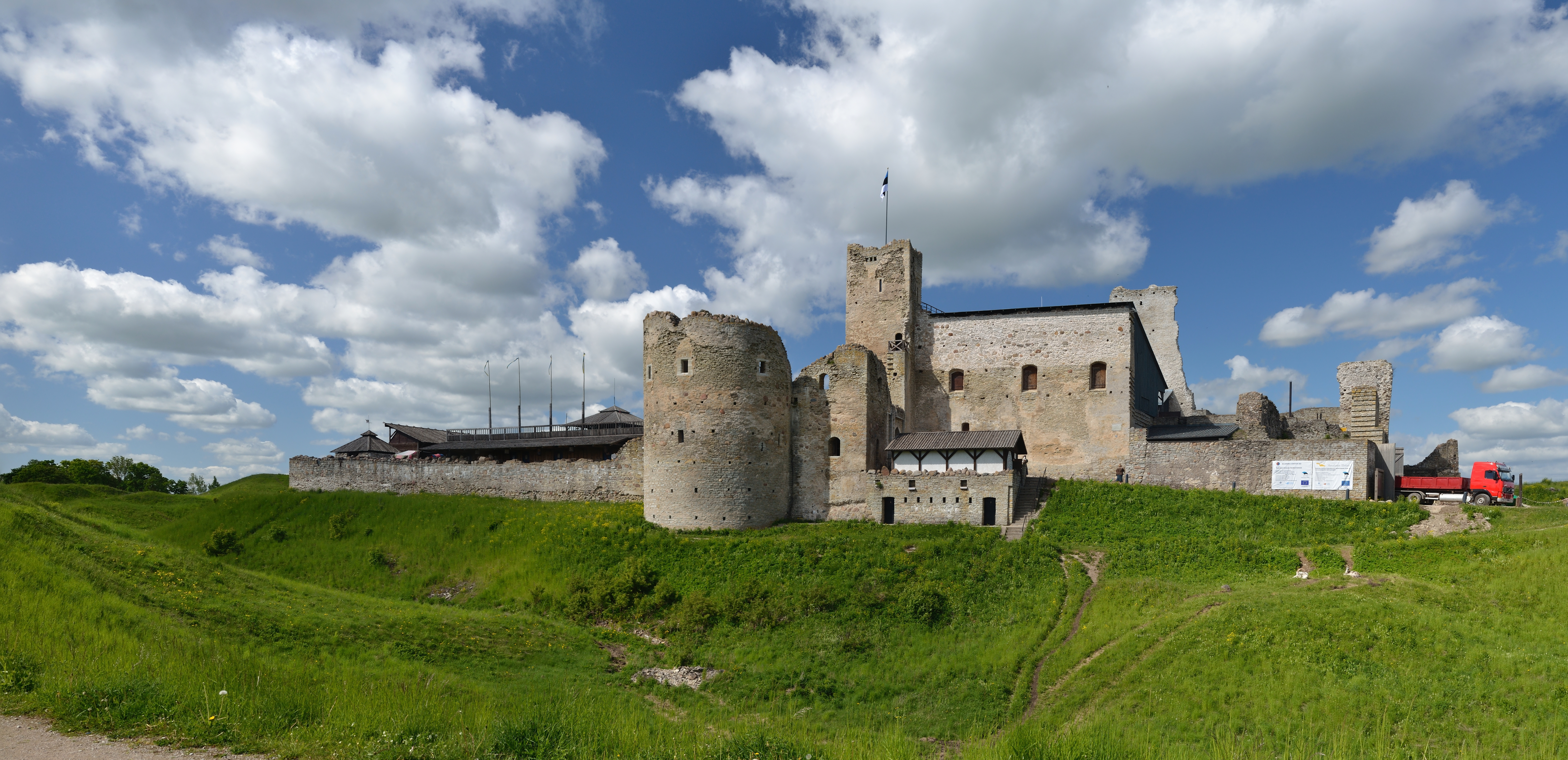
Rakverský hrad
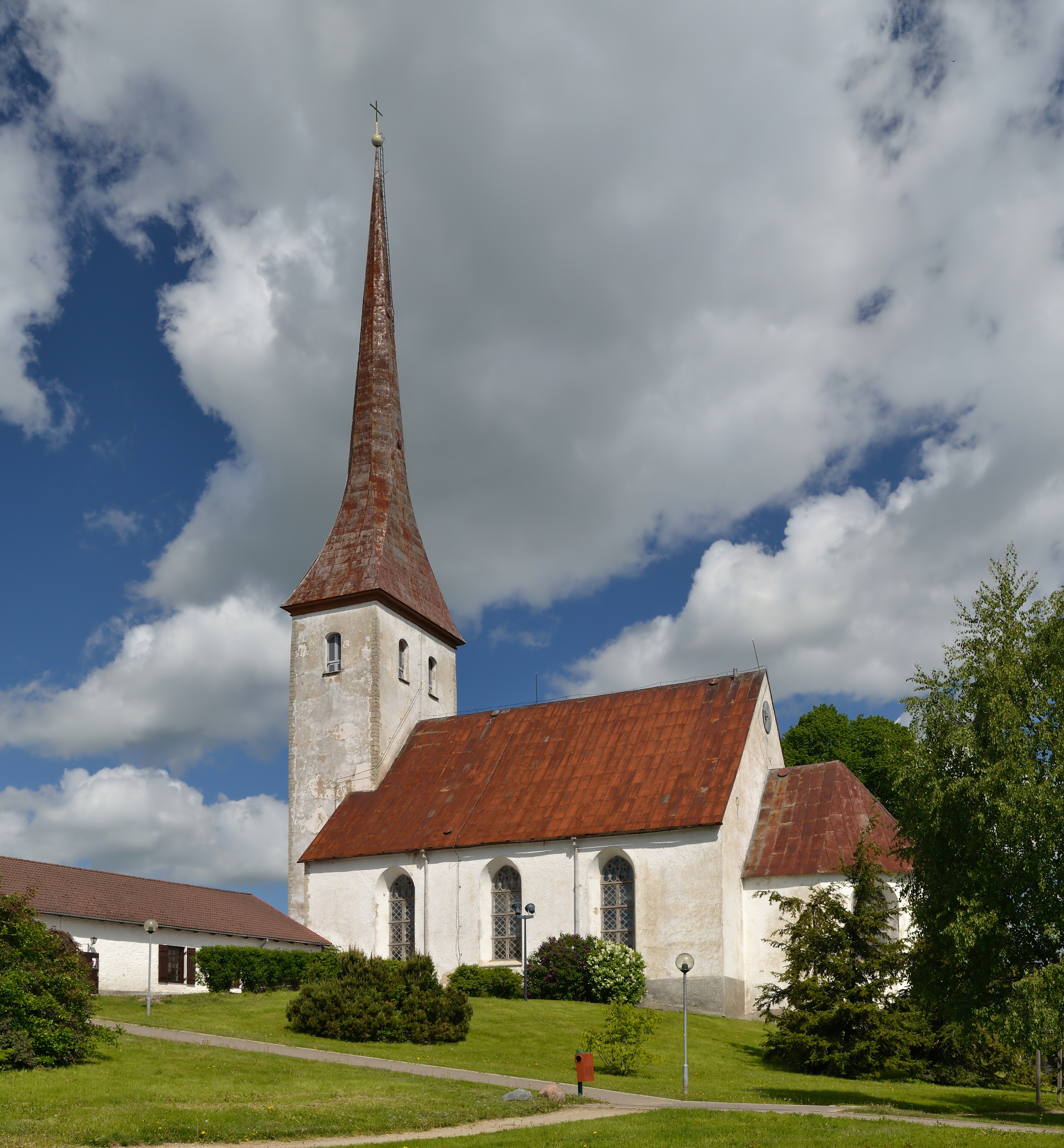
Kostel nejsv. Trojice
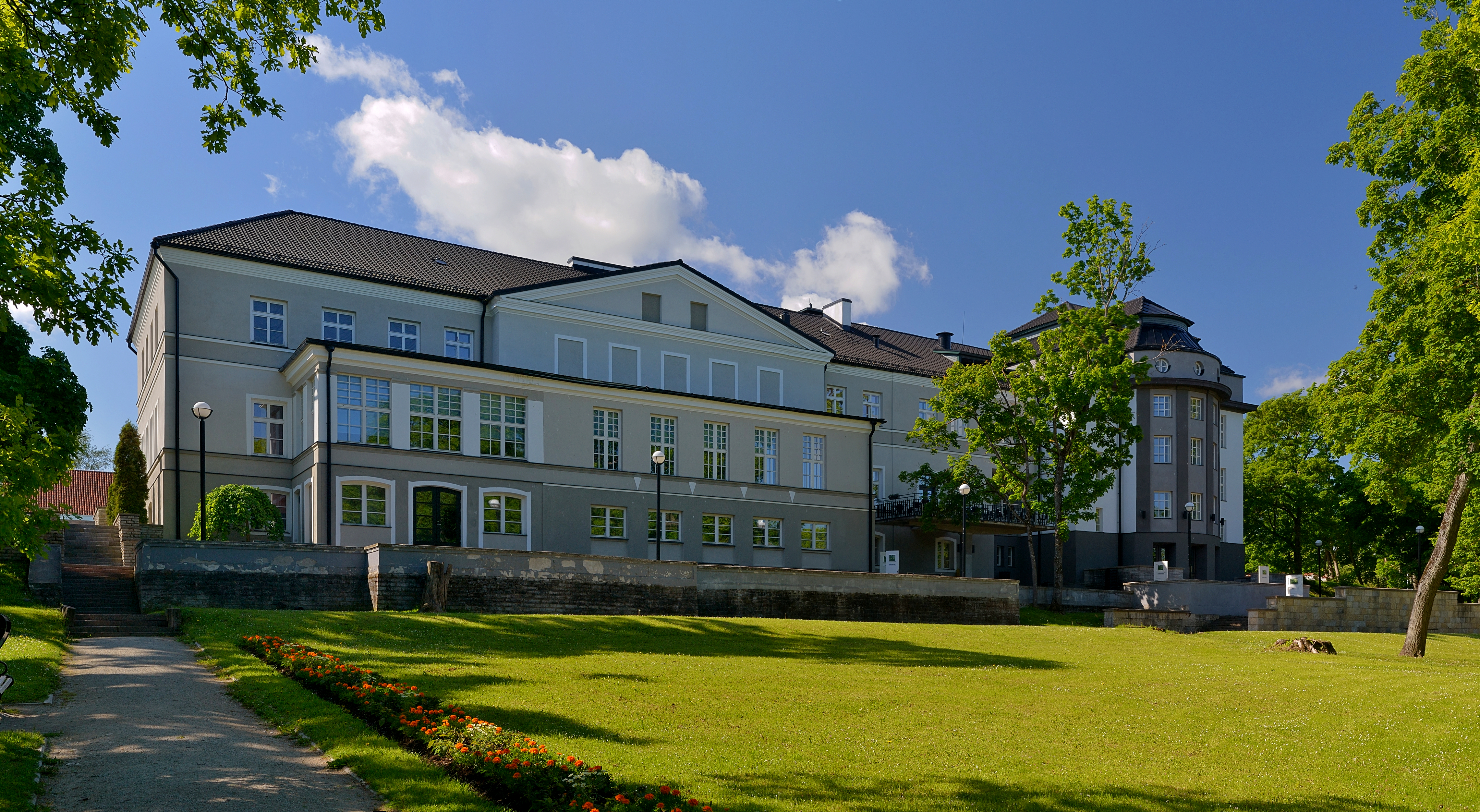
Rakverský zámek
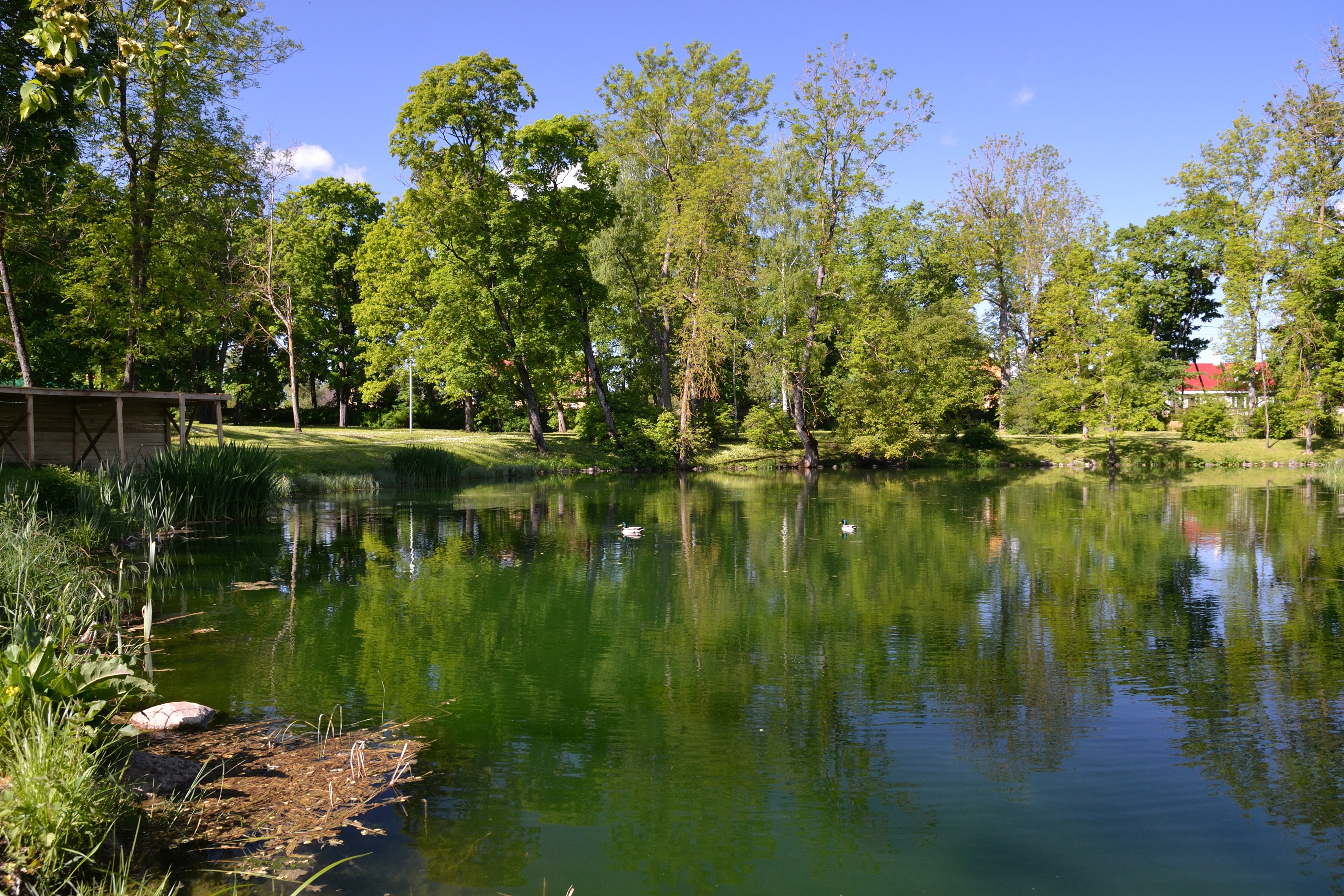
Zámecký park
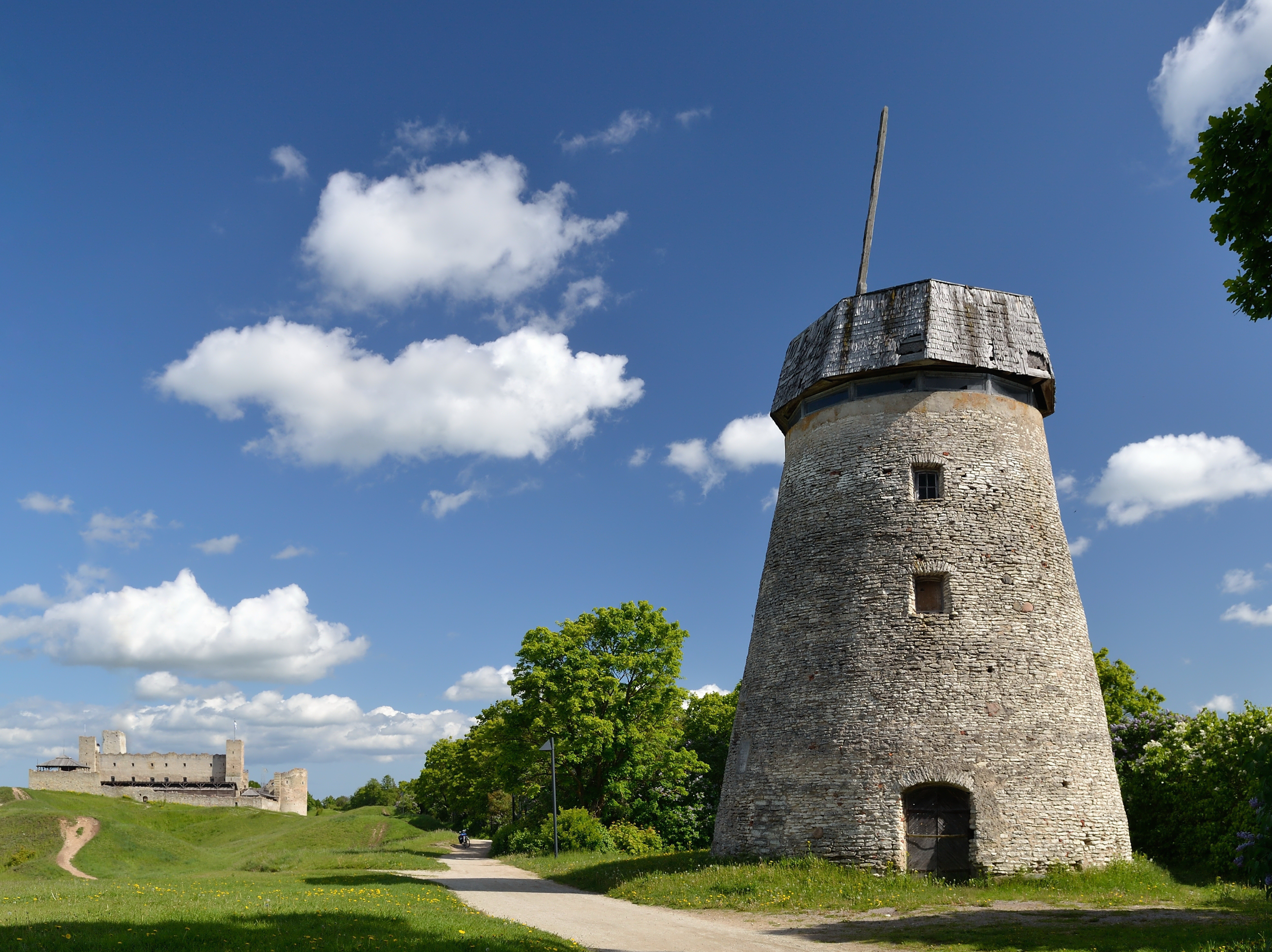
Větrný mlýn na Vallimäe